# Hispanioladvärgspett
Hispanioladvärgspett (Nesoctites micromegas) är en fågel i familjen hackspettar inom ordningen hackspettartade fåglar.

## Utseende och läte
Hispanioladvärgspetten är en liten och knubbig hackspett med olivbrun ovansida och streckad undersida. Hanen har rött på hjässan. Lätet består av ett ljudligt utbrott av ett snabbt, bubblande tjatter.

## Utbredning och systematik
Hispanioladvärgspetten förekommer endast på ön Hispaniola i Västindien. Den delas in i två underarter med följande utbredning:
- Nesoctites micromegas micromegas – förekommer på Hispaniola
- Nesoctites micromegas abbotti – förekommer på Île de la Gonâve utanför västra Haiti

Studier har visat att den är evolutionärt distinkt från de andra dvärgspettarna varför den idag placeras som enda art i den egna underfamiljen Nesoctitinae.

## Levnadssätt
Hispanioladvärgspätten hittas i en rad olika skogsmiljöer, även mangroveträsk. Jämfört med större hackspettar är den mer benägen att söka föda på små grenar och till och med bland klängväxter.

## Status och hot
Arten har ett stort utbredningsområde, men tros minska i antal, dock inte tillräckligt kraftigt för att den ska betraktas som hotad. Internationella naturvårdsunionen IUCN listar arten som livskraftig (LC).